# Umberto Romano
Umberto Romano (* 6. Januar 1973) ist ein ehemaliger schweizerisch-italienischer Fussballspieler und heutiger -trainer.

## Karriere

### Spieler
Romano begann seine Karriere beim FC Zürich für den er in der Saison 1991/92 dreimal spielte, anschliessend spielte er in Wettingen und kehrte wieder nach Zürich zurück um wiederum dreimal für den Club zu spielen. Anschliessend spielte er bei St. Gallen, Baden, Locarno, Winterthur und Delémont. Anschliessend spielte er beim FC Wil, mit dem er in die damalige NLA aufstieg und beim torreichsten Spiel der höchsten Schweizer Liga zwei Tore beisteuerte. Anschliessend spielte bei Malcantone Agno. Schliesslich spielte insgesamt fünf Saisons beim FC Winterthur, war dort unter anderem Captain. 2009 wechselte er zum FC Linth 04, anschliessend spielte er noch eine Saison beim FC Küsnacht und beendete seine aktive Karriere.

### Trainer
Seine Trainerlaufbahn begann Romano noch als Spielertrainer beim FC Linth 04 und dem FC Küsnacht. Nachdem Romano zuletzt unter Ciriaco Sforza Co-Trainer in Wohlen war, wechselte er zum FC Winterthur in die Nachwuchsabteilung, wurde dann ad interim Trainer beim FC Winterthur. Das Traineramt in Winterthur übernahm er 2017 erneut für 10 Monate. Von 2018 bis Sommer 2021 war er Co-Trainer bei Lausanne-Sport. Seit dem Sommer 2021 ist er Trainer beim Nachwuchs des FC Zürich. Nach dem Abgang von Bo Henriksen übernahm er gemeinsam mit Murat Ural als Co-Cheftrainer den FC Zürich. Nach einer negativen Serie wurde Umberto Romano gemeinsam mit Murat Ural von der 1. Mannschaft freigestellt.